# Nakee 2
Nakee 2 (นาคี2), es una popular película tailandesa estrenada el 18 de octubre del 2018. 
La película es la secuela de la serie Nakee transmitida en el 2016.

## Sinopsis
Sroy, es una joven que nació y vivió en la villa Don Pai Pah, en la provincia de Ubon Ratchathani en la región noreste de Tailandia, donde creció con la creencia y fe en la diosa Jao Mae Nakee, la Reina de Naga. Desde que era pequeña ha ayudado a su abuela a vender flores a las personas que llegan a adorar a "Jao Mae Nakee", así como a cuidar de su santuario de piedra, por lo que siente un gran vínculo con ella.
Cuando una serie de terribles crímenes comienzan a suceder en la villa, el Capitán Inspector de la policía Pongprap, es transferido a la estación de policía de Don Mai Pah y cuando comienza a investigar, se da cuenta de que muchos de los casos son increíbles y están llenos de misterios sin resolver.
Los aldeanos creen firmemente que Jao Mae Nakee es la responsable de todo lo sucedido y que como en el pasado había enloquecido nuevamente matando a una gran cantidad de personas, además luego de que suceden varias cosas, comienzan a creer que Sroy es el medio psíquico de la diosa. Mientras tanto Pongprap, quien nunca ha creído en lo sobrenatural, comienza a tener dudas, por lo que decide descubrir la verdad detrás de todos estos misterios, sin embargo en el proceso se acerca a Sroy y busca protegerla de los aldeanos, quienes creen que si ella muere la reina dejará de perseguirlos.

## Personajes[1]

### Personajes principales
- Urassaya Sperbund como Sroy.
- Nadech Kugimiya como Pongprap, un inspector de la policía.[2]
- Phuphoom Pongpanu como Thosapol.
- Natapohn Tameeruks como Jao Mae Nakee.[3]

### Personajes secundarios
- Poyfai Malaiporn.
- Eed Ponglang.

## Premios y nominaciones
| Año  | Categoría           | Premio                                | Nominado          | Resultado |
| ---- | ------------------- | ------------------------------------- | ----------------- | --------- |
| 2019 | Best Film Actor     | 8th Daradaily Award                   | Nadech Kugimiya   | Ganó      |
| 2019 | Best Visual Effects | 28th Suphannahong National Film Award | Fatcat VFX        | Nominado  |
| 2019 | Best Makeup Effects | 28th Suphannahong National Film Award | Q Effect Workshop | Nominado  |

## Producción
La película es la secuela de la serie de televisión Nakee, protagonizada por Phuphoom Pongpanu y Natapohn Tameeruks. La serie fue emitida a través de Channel 3 del 26 de septiembre del 2016 al 5 de diciembre del 2016 y contó con 11 episodios.
La película es dirigida por Pongpat Wachirabunjong (también conocido como P'Off Pongpat) y escrita por Kongkiat Khomsiri.

### Popularidad
A su estreno la película tuvo un gran éxito, rompiendo récords y liderando la taquilla.
Las interpretaciones de los protagonistas Urassaya Sperbund y Nadech Kugimiya, fueron muy aclamadas, en especial la habilidad de Urassaya por hablar el lenguaje Esan con naturalidad. La película también recibió felicitaciones por la dirección de Pongpat, la historia y el CG.
Durante el primer día de estreno obtuvo más de 50 millones de baht, para el cuarto día la película ya había obtenido más de 250 millones de baht. En menos de una semana de su estreno la película ya había alcanzado más de 300 bahts, unos días más tarde la película alcanzó los 400 bahts.